# アルマンド・レセンディス
アルマンド・レセンディス（Armando Resendiz、1999年2月15日 - ）は、メキシコのプロボクサー。ナヤリット州リンコン・デ・グアヤビトス出身。現WBA世界スーパーミドル級暫定王者。

## 来歴

### プロ時代

#### ミドル級
2018年2月23日、プロデビュー戦を行い4回3-0の判定勝ち。
2023年3月4日、カリフォルニア州オンタリオのトヨタ・アリーナで元WBAスーパー・IBF世界スーパーウェルター級王者のジャレット・ハードと対戦し、10回5秒TKO勝ちを収めた。
2023年9月30日、ネバダ州ラスベガスのT-モバイル・アリーナでWBAインターコンチネンタルミドル級王者のイライジャ・ガルシアとWBAインターコンチネンタル同級タイトルマッチを行うも、8回1分23秒TKO負けを喫し王座獲得に失敗した。

#### スーパーミドル級
2025年5月31日、ネバダ州ラスベガスのミケロブ・ウルトラ・アリーナでWBA世界スーパーミドル級暫定王者のカレブ・プラントとWBA暫定世界同級タイトルマッチを行い、大番狂せとなる12回2-1（116-112×2、113-115）の判定勝ちを収め王座獲得に成功した。

## 戦績
- プロボクシング：18戦 16勝 (11KO) 2敗

| 戦           | 日付           | 勝敗 | 時間     | 内容    | 対戦相手                         | 国籍           | 備考                                            |
| ------------ | -------------- | ---- | -------- | ------- | -------------------------------- | -------------- | ----------------------------------------------- |
| 1            | 2018年2月23日  | ☆    | 4R       | 判定3-0 | ディエゴ・エミリオ・モハラス     | メキシコ       | プロデビュー戦                                  |
| 2            | 2018年4月28日  | ☆    | 4R       | 判定3-0 | レイムンド・ロペス               | メキシコ       |                                                 |
| 3            | 2018年7月24日  | ☆    | 4R       | 判定3-0 | ガブリエル・エルナンデス         | メキシコ       |                                                 |
| 4            | 2018年10月6日  | ☆    | 2R       | KO      | セルヒオ・ナバロ                 | メキシコ       |                                                 |
| 5            | 2018年12月1日  | ☆    | 1R       | KO      | レフヒオ・マコイ                 | メキシコ       |                                                 |
| 6            | 2019年2月16日  | ☆    | 3R       | TKO     | ホセ・アントニオ・レオス・ネリ   | メキシコ       |                                                 |
| 7            | 2019年4月6日   | ☆    | 4R       | TKO     | アレクサンデル・ロサレス・クルス | メキシコ       |                                                 |
| 8            | 2019年6月22日  | ☆    | 2R       | TKO     | ミゲル・アンヘル・スアレス       | メキシコ       |                                                 |
| 9            | 2019年9月21日  | ☆    | 10R 2:30 | TKO     | ハイメ・エルナンデス             | メキシコ       |                                                 |
| 10           | 2019年10月26日 | ☆    | 4R       | TKO     | ミチェル・ロサレス               | メキシコ       |                                                 |
| 11           | 2020年1月25日  | ☆    | 8R       | TKO     | ホアキン・ムリエタ               | メキシコ       |                                                 |
| 12           | 2021年4月20日  | ☆    | 8R       | 判定3-0 | キリスト・マデラ                 | アメリカ合衆国 |                                                 |
| 13           | 2021年9月5日   | ★    | 10R      | 判定    | マルコス・ヘルナンデス           | アメリカ合衆国 |                                                 |
| 14           | 2022年10月15日 | ☆    | 2R 2:59  | TKO     | エベル・ロンドン                 | ベネズエラ     |                                                 |
| 15           | 2023年3月4日   | ☆    | 10R 0:05 | TKO     | ジャレット・ハード               | アメリカ合衆国 |                                                 |
| 16           | 2023年9月30日  | ★    | 8R 1:23  | TKO     | イライジャ・ガルシア             | アメリカ合衆国 | WBAインターコンチネンタルミドル級タイトルマッチ |
| 17           | 2025年2月21日  | ☆    | 5R 1:35  | TKO     | フェルナンド・パリサ             | メキシコ       |                                                 |
| 18           | 2025年5月31日  | ☆    | 12R      | 判定2-1 | カレブ・プラント                 | アメリカ合衆国 | WBA暫定・世界スーパーミドル級タイトルマッチ     |
| テンプレート |                |      |          |         |                                  |                |                                                 |

## 獲得タイトル
- WBA世界スーパーミドル級暫定王座（防衛0）